# Dmitrij Nikitin
Dmitrij Michajłowicz Nikitin (ros. Дмитрий Михайлович Никитин, ur. 27 lipca?/8 sierpnia 1899 we wsi Stary Czelnok w guberni kazańskiej, zm. 8 maja 1969 w Moskwie) – Rosjanin, funkcjonariusz radzieckich służb specjalnych, generał major, ludowy komisarz/minister spraw wewnętrznych Karelo-Fińskiej SRR (1943-1946).

## Życiorys
W 1916 skończył szkołę w Ałatyrze, od października 1918 do marca 1926 służył w Armii Czerwonej, od sierpnia 1919 członek RKP(b)/WKP(b), od października 1929 do lutego 1920 dowódca pociągu sztabu Frontu Wschodniego w Ufie i Krasnojarsku. Od marca 1926 funkcjonariusz OGPU ZSRR, od maja 1930 do czerwca 1931 w Wyższej Szkole Pogranicznej OGPU ZSRR, następnie pełnomocnik operacyjny Wydziału Specjalnego OGPU Moskiewskiego Okręgu Wojskowego, od stycznia do czerwca 1933 pracownik riazańskiego sektora operacyjnego GPU, od stycznia 1936 do 1 stycznia 1939 pełnomocnik operacyjny Wydziału Specjalnego Głównego Zarządu Bezpieczeństwa Państwowego, od 13 października 1936 porucznik bezpieczeństwa państwowego, od 1 stycznia do 4 września 1939 pomocnik szefa Sekcji Śledczej NKWD ZSRR, 25 lutego 1939 awansowany na kapitana bezpieczeństwa państwowego. Od 4 września 1939 do 27 lutego 1941 pomocnik szefa Sekcji Śledczej Głównego Zarządu Bezpieczeństwa Państwowego, jednocześnie od 15 marca do 17 czerwca 1940 naczelnik Grupy Operacyjnej NKWD na terytorium Finlandii zagarniętym przez ZSRR podczas wojny zimowej, od 30 kwietnia do 20 sierpnia 1941 pomocnik szefa Wydziału 1 Sekcji Śledczej NKGB ZSRR, od 20 sierpnia do 28 grudnia 1941 szef ochrony NKWD odcinka Strefy Obrony Moskwy, od 28 grudnia 1941 do 29 kwietnia 1942 szef Wydziału Specjalnego Obozu Specjalnego NKWD w Griazowcu w obwodzie wołogodzkim, 27 kwietnia 1942 awansowany na majora bezpieczeństwa państwowego. Od 28 kwietnia do maja 1942 zastępca szefa Zarządu Wojsk NKWD Ochrony Tyłów Frontu Krymskiego, od maja do grudnia 1942 zastępca szefa Zarządu Wojsk NKWD Ochrony Tyłów Frontu Północno-Kaukaskiego i Zakaukaskiego, od 13 lutego do 7 maja 1943 pomocnik szefa Zarządu 2 NKWD ZSRR ds. śledczych, 14 lutego 1943 awansowany na pułkownika bezpieczeństwa państwowego. Od 7 maja 1943 do 13 marca 1946 ludowy komisarz/minister spraw wewnętrznych Karelo-Fińskiej SRR, 14 grudnia 1944 mianowany komisarzem bezpieczeństwa państwowego, a 9 lipca 1945 generałem majorem. Od maja do listopada 1945 zastępca pełnomocnika NKWD 1 Frontu Białoruskiego/Grupy Wojsk Radzieckich w Niemczech, od listopada 1945 do marca 1947 szef sektora operacyjnego NKWD/MWD/MGB w Meklemburgii i Pomorzu Przednim, następnie w dyspozycji MGB ZSRR, 30 grudnia 1947 zwolniony ze służby.

## Odznaczenia
- Order Lenina (21 lutego 1945)
- Order Czerwonego Sztandaru (dwukrotnie - 20 września 1943 i 3 listopada 1944)
- Odznaka "Zasłużony Funkcjonariusz NKWD" (28 września 1942)

I 5 medali.